# Louis François Joseph Flayelle de Bourdonchamp
Louis François Joseph Flayelle de Bourdonchamp, né le 29 novembre 1762 à Vendegies-au-Bois (Nord), mort le 22 mars 1830 à Givet (Ardennes, est un militaire français de la Révolution et de l’Empire.

## États de service
Après avoir servi pendant deux ans dans la garde nationale de Lille, il suit pendant trois autres années un cours de mathématiques dans cette ville, fait quelques études préliminaires à l'École du génie, et entre dans cette arme en qualité d'adjoint le 29 avril 1792. Il se trouve au siège de Lille, aux attaques du pont Rouge, de Warneton et de Wervik, sur la Lys, au siège de la citadelle d'Anvers, au passage de la Meuse, à Wessin, et à la prise de Ruremonde.
À la suite de cette campagne, il est nommé lieutenant de 1re classe le 28 novembre 1792, et capitaine de 5e classe le 1er janvier 1793. Chargé, dans le mois de mars suivant de soutenir la retraite de Dumouriez, il s'acquitte de cette mission avec autant de courage que de talent.
Passé à l'armée du Midi en l'an II, il partage les dangers et les privations des troupes chargées du siège de Toulon, est nommé capitaine de 4e classe le 16 brumaire, et se distingua le 17 frimaire aux trois assauts de la redoute britannique, où il conduit la colonne de gauche à la tête des chasseurs des Vosges. Le 18 pluviôse, il reçoit l'ordre de se rendre à Maubeuge, menacé par l'ennemi, qui déjà a ouvert la tranchée sur la rive gauche de la Sambre, où il est atteint d'une balle à la jambe droite. Le 4 fructidor, il obtient le brevet de chef de bataillon. Dans le cours de cette campagne, il s'est trouvé aux sièges de Charleroi, de Landrecies et du Quesnoy, et à la prise de Valenciennes, où il commande la principale attaque. Passé à l'armée de Sambre-et-Meuse le 1er vendémiaire an III, il se signale au siège de Maestricht, pendant lequel il conduit avec sa bravoure accoutumée l'attaque de Wick.
Chef de brigade le 19 brumaire, il est retourné dans la place du Quesnoy, lorsqu'un arrêté du Comité de salut public du 14 floréal, lui prescrit de se rendre à l'armée des Pyrénées-Occidentales. Il y commande la ville et la citadelle de Saint-Sébastien, les ports du passage de Guataria et le camp retranché établi sous les murs de la place. Aux combats de Salvatiéra, avec 20 dragons qu'il fait embusquer, il prend deux bâtiments britanniques chargés de 400 tonneaux remplis de chanvre et d'eau-de-vie, et se distingue encore aux affaires de Miranda de Ebro, de Fuente-Alaro, lors de l'expédition de la Biscaye et de la Vieille-Castille sur les bords de l'Elbe.
Rappelé par ordre de la commission du mouvement des armées, il arrive à Lille le 20 frimaire an IV, pour y remplir lès fonctions de sous-directeur des fortifications. Désigné le 4 floréal an V, pour faire partie de l'armée de Rhin-et-Moselle, il se rend immédiatement à son poste, mais le repos de cette armée ayant permis au colonel Flayelle de continuer son service à Lille, il y reste jusqu'au 1er vendémiaire an VI, époque à laquelle il obtient du ministre de la guerre l'autorisation de se rendre à Metz, avec la faculté de suivre l'instruction de l'École du génie. Il a été quelque temps auparavant employé aux travaux du fort de Kehl et dans les avant-postes.
Le 25 messidor an VII, il va prendre à l'armée du Rhin le commandement du génie du centre, est nommé sous-directeur des fortifications le 14 thermidor suivant, et fait partie des armées du Danube et d'Helvétie. Il est attaché à l'armée de réserve de Dijon, depuis le 7 germinal jusqu'au 18 thermidor an VIII. Il se trouve à la bataille de Châtillon dans la vallée d'Aoste, avec le général Lannes.
Le 5 prairial, il reçoit du général Berthier l'ordre de faire une reconnaissance sur le fort de Bard et de s'assurer du point le plus praticable en cas d'assaut. Il s'acquitte de cette mission sous le feu de l'ennemi, et le général en chef, au retour de cette reconnaissance, lui promit une paire de pistolets d'honneur.
Le 13, il établit avec une grande célérité un pont volant destiné au passage du Tésin à Buffalo. Le premier Consul en fait témoigner sa satisfaction au colonel Flayelle. Il assiste le 24 floréal, à la bataille de Marengo. À la fin de cette campagne, il est envoyé à Mézières en qualité de sous-directeur des fortifications, et le 9 frimaire an X à Givet, avec le titre de directeur.
Membre de la Légion d'honneur le 19 frimaire an XII, et officier de cet ordre le 25 prairial suivant, il est nommé électeur du département du Nord, et président du collège électoral du premier arrondissement de celui des Ardennes, le 14 fructidor de la même année.
Il fait les campagnes de l'an XII à l'armée des côtes de l'Océan, celles de l'an XIV et 1806 à la Grande Armée. Il se signale aux batailles d'Hollabrunn et d'Austerlitz les 24 brumaire et 11 frimaire an XIV, et aux affaires de Znaïm, de Wischau et de Rausnitz. Il rentre en 1808 à sa résidence de Givet.
En 1809 et 1810, il fait de nouveau partie de l'armée des côtes de l'Océan. L'Empereur l'a décoré le 31 juillet 1809, de la croix de commandeur de la Légion d'honneur, et lui a conféré l'année suivante, le titre de baron de Bourdonchamp. Le 1er novembre 1814, Louis XVIII lui donne la décoration de chevalier de Saint-Louis. Il commande encore le génie à Givet et à Charlemont pendant les blocus de ces places en 1814 et 1815.
Il est nommé chevalier de l'ordre de Sainte-Anne de Russie de 2e classe, en novembre 1818. Il est admis à la retraite le 30 janvier 1822, et il meurt le 22 mars 1830.

## Dotation
- Le 17 mars 1808, donataire d’une rente de 4 000 francs sur les biens réservés en Westphalie.

## Armoiries
| Figure | Blasonnement |
|        | Armes du baron Louis François Joseph Flayelle et de l'Empire, décret du 19 mars 1808, lettres patentes du 24 juin 1808, commandeur de la Légion d'honneur D'or au casque antique de sable, la visière baissée et grillée, le quartier des barons sortis de l'armée brochant sur le tout. Livrées : jaune, noir, et rouge. |

## Source
- A. Lievyns, Jean Maurice Verdot, Pierre Bégat, Fastes de la Légion-d'honneur, biographie de tous les décorés accompagnée de l'histoire législative et réglementaire de l'ordre, Tome 3, Bureau de l’administration, 1844, 529 p. (lire en ligne), p. 156.
- « Cote LH/1/33 », base Léonore, ministère français de la Culture
- « La noblesse d’Empire » (consulté le 22 mars 2016)
- Vicomte Révérend, Armorial du premier empire, tome 4, Honoré Champion, libraire, Paris, 1897, p. 167.
- Léon Hennet, Etat militaire de France pour l’année 1793, Siège de la société, Paris, 1903, p. 315.
- Louis François Joseph Flayelle  sur roglo.eu
- « Louis François Joseph Flayelle de Bourdonchamp », dans Charles Mullié, Biographie des célébrités militaires des armées de terre et de mer de 1789 à 1850, 1852 [détail de l’édition]